# Martin Clunes
Alexander Martin Clunes (Wimbledon, 28 de novembre de 1961) és un actor, director i presentador de televisió anglès. És més conegut per interpretar el paper del doctor Martin Ellingham a la sèrie de comèdia i drama d'ITV El doctor Martin emesa per TV3 l'estiu de 2024.
Va ser nomenat Oficial de l'Orde de l'Imperi Britànic (OBE) el 2015 pels serveis al teatre, la caritat i la comunitat a Dorset.

## Biografia
Clunes va néixer a Wimbledon (aleshores a Surrey, ara al Gran Londres), fill de l'actor Alec Clunes i de la seva segona dona, Daphne Clunes. Clunes es va educar a la Royal Russell School de Croydon, i més tard a l'Arts Educational Schools de Londres. Té una germana gran, Amanda. Clunes està relacionat amb l'actor Jeremy Brett, que ha estat descrit com l'oncle o el cosí de Clunes.

## Filmografia

### Cinema
- 1990. La casa Rússia
- 1992. Carry On Columbus
- 1993. Dancing Queen
- 1993. Rebels del swing
- 1994. Staggered (també director)
- 1998. The Acid House
- 1998. Shakespeare in Love
- 1998. Sweet Revenge
- 1999. Sex 'n' Death
- 2000. El jardí de l'alegria
- 2002. Global Heresy
- 2002. Passi-ho bé, senyor Chips
- 2014. Nativity 3: Dude, Where's My Donkey?[6]
- TBA. Mother's Pride[7]

### Televisió
- 1982. The White Guard
- 1983. Snakedance (temporada 20 de Doctor Who)
- 1983–86. No Place Like Home
- 1986–87. All at No 20
- 1990. Never Come Back
- 1990–94. Harry Enfield's Television Programme
- 1991. Jeeves and Wooster
- 1992. Inspector Morse
- 1992–98. Men Behaving Badly
- 1993. Demob
- 1993. Lovejoy
- 1994. Under the Hammer
- 1994. Have I Got News for You
- 1995. Moving Story
- 1996. Over Here
- 1996–2000. Roger and the Rottentrolls
- 1997–2000. Kipper (veu)
- 1998. Touch and Go
- 1998. Neville's Island
- 1999. Hunting Venus
- 2001. Merlin the Magical Puppy (veu)
- 2002. A Is for Acid
- 2003. Doc Martin and the Legend of the Cloutie
- 2003–05. William and Mary
- 2004–22. El doctor Martin (sèrie)
- 2006. Losing It
- 2007. The Man Who Lost His Head
- 2008. Martin Clunes: A Man and His Dogs
- 2009. Islands of Britain (sèrie)
- 2009–10. Reggie Perrin
- 2010. Martin Clunes: Horsepower (mini sèrie)
- 2011. Martin Clunes: Man to Manta
- 2012. Martin Clunes: The Lemurs of Madagascar (mini sèrie)
- 2012. A Mother's Son
- 2012. The Town (sèrie)
- 2012. Room on the Broom
- 2013. Strike Back: Shadow Warfare (sèrie)
- 2013. Martin Clunes: Heavy Horsepower
- 2013–17. Secret Life of
- 2014. Martin Clunes & A Lion Called Mugie
- 2014. Kids with Cameras: Diary of a Children's Ward
- 2015. Arthur & George (sèrie)
- 2015. Carry On Forever
- 2015. Man & Beast with Martin Clunes
- 2016. Rising Damp Forever
- 2016. Secrets of Growing Old
- 2016. Secrets of Growing Up
- 2016. Britain's Favourite Dogs
- 2016. Les Dawson Forever
- 2017. Martin Clunes: Islands of Australia
- 2017. Morecambe & Wise Forever
- 2017. Tommy Cooper Forever
- 2018. Vanity Fair[8] (sèrie)
- 2019–21. Manhunt[9] (sèrie)
- 2019. Martin Clunes: Islands of America
- 2019. Warren[10] (sèrie)
- 2021. Scotland: Escape to the Wilderness
- 2022. Adeu, Doc Martin
- 2022-24. Martin Clunes Islands of the Pacific[11]
- 2023. Mel Giedroyc & Martin Clunes Explore Britain by the Book[12]
- TBA. Out There[13] (sèrie)

## Premis i nominacions
| Any  | Premi                                 | Categoria                            | Obra                | Resultat  |
| ---- | ------------------------------------- | ------------------------------------ | ------------------- | --------- |
| 1995 | National Comedy Awards                | Millor actor de comèdia de televisió | Men Behaving Badly  | Guanyador |
| 1996 | Premis BAFTA de televisió             | Millor actuació de comèdia           | Men Behaving Badly  | Guanyador |
| 1999 | Premi del Sindicat d'Actors de Cinema | Actuació excepcional de repartiment  | Shakespeare in Love | Guanyador |

## Distincions
El juny de 2015 Clunes va ser nomenat Oficial de l'Orde de l'Imperi Britànic (OBE) a la Divisió Civil a la llista d'honors de l'aniversari de la reina de 2015. Va ser nomenat també tinent adjunt (DL) del comtat de Dorset el 19 de juny de 2019.
La Universitat de Bournemouth li va concedir el títol honorari de Doctor en Arts el 9 de novembre de 2007. És president de la British Horse Society des de l'1 de juny de 2011. El 2024, Clunes va ser nomenat canceller inaugural del Hartpury University and Hartpury College.